# Покровский, Николай Николаевич (футболист)
Никола́й Никола́евич Покро́вский (3 апреля 1911 (по другим данным родился в 1912 году) — 17 сентября 1988) — советский футболист, полузащитник. Мастер спорта СССР.

## Карьера

ФК «Трактор» Сталинград. 1938 год. Николай Покровский третий справа

Родился в 1911 году в семье железнодорожного служащего на станции Ястребовка Воронежской области.
В футбол начал играть в Сталинграде в 1920-х годах. Первым коллективом, в котором начинал играть Николай, была команда железнодорожников «Красный Лев».
В 1932 году окончил металлургический техникум и начал работать в сталелитейном цехе, дойдя вскоре до должности заместителя начальника.
Выступал за сборную Сталинграда по футболу. В 1934 году в составе сборной Сталинграда стал победителем Поволжской спартакиады.
С 1936 по 1946 года выступал за сталинградский «Трактор» в чемпионате СССР. В 1939 году вступил в комсомол.
Во время войны вернулся работать на тракторный завод, где был заместителем начальника технического отдела сталелитейного цеха. Позже вместе с эвакуированным заводом трудился в Челябинске. В сентябре 1943 года вернулся в Сталинград, где продолжил трудиться на заводе, восстанавливать город и играть в футбол в составе «Трактора».
В 1947 году, закончив с футболом из-за травмы, пошёл снова работать в сталелитейный цех.
В 1955 году, по приглашению бывшего партнёра по команде Василия Ермасова, стал начальником сталинградской команды «Торпедо».
По окончании спортивной карьеры вернулся на Сталинградский тракторный завод, откуда ушёл на пенсию. Был в Совете ветеранов спорта.
Умер в Волгограде 17 сентября 1988 года, похоронен на Тракторозаводском кладбище.

## Позиция на поле и стиль игры
Выступал на позиции полузащитника. Был физически сильным, выносливым, жёстким в борьбе. Часто оттягивался назад, помогая в защите и организовывая контратаки.

## Статистика
| Команда              | Сезон | Чемпионат | Чемпионат | Чемпионат | Кубок | Кубок | Итого | Итого |
| Команда              | Сезон | Уров.     | Игры      | Голы      | Игры  | Голы  | Игры  | Голы  |
| -------------------- | ----- | --------- | --------- | --------- | ----- | ----- | ----- | ----- |
| Дзержинец-СТЗ        | 1936  | IV        | 1*        | 0*        | 3     | 0     | 4*    | 0*    |
| Трактор (Сталинград) | 1937  | IV        | 11        | 0         | 2     | 0*    | 13    | 0*    |
| Трактор (Сталинград) | 1938  | I         | 16        | 0         | 0     | 0     | 16    | 0     |
| Трактор (Сталинград) | 1939  | I         | 24        | 0         | 0     | 0     | 24    | 0     |
| Трактор (Сталинград) | 1940  | I         | 18        | 0         | —     | —     | 18    | 0     |
| Трактор (Сталинград) | 1941  | I         | 10        | 0         | —     | —     | 10    | 0     |
| Трактор (Сталинград) | 1945  | I         | 4         | 0         | 0*    | 0     | 4*    | 0     |
| Трактор (Сталинград) | 1946  | I         | 3         | 0         | 0     | 0     | 3     | 0     |
| Трактор (Сталинград) | Итого | Итого     | 86        | 0         | 2*    | 0*    | 88*   | 0*    |
| Всего                | Всего | Всего     | 87*       | 0*        | 5*    | 0*    | 92*   | 0*    |

Примечание: знаком * отмечены ячейки, данные в которых возможно больше указанных.

## Семья
Жена — Покровская (Быстрицкая) Вера Дмитриевна — дошкольный работник. Сын — Николай, дочь — Наталья.